# КНДР на зимних Паралимпийских играх 2018
КНДР на зимних Паралимпийских играх 2018 года в Пхёнчхане была представлена двумя спортсменами (Ма Ю Чоль и Ким Ён Хун) в лыжных гонках.

## Результаты

### Лыжные гонки

#### Спринт
| Класс | Соревнование                | Спортсмены | Класс | Квалификация | Квалификация | Полуфинал            | Полуфинал            | Полуфинал            | Финал                | Финал                | Итоговое место |
| Класс | Соревнование                | Спортсмены | Класс | Результат    | Место        | Заезд                | Результат            | Место                | Результат            | Место                | Итоговое место |
| ----- | --------------------------- | ---------- | ----- | ------------ | ------------ | -------------------- | -------------------- | -------------------- | -------------------- | -------------------- | -------------- |
| Сидя  | 1,1 км, классический спринт | Ма Ю Чоль  | LW12  | 3:59.48      | 31           | Завершил выступление | Завершил выступление | Завершил выступление | Завершил выступление | Завершил выступление | 31             |
| Сидя  | 1,1 км, классический спринт | Ким Ён Хун | LW12  | 4:23.87      | 32           | Завершил выступление | Завершил выступление | Завершил выступление | Завершил выступление | Завершил выступление | 32             |

#### Дистанционные гонки
| Класс | Соревнование       | Спортсмены | Класс | Время     | Отставание | Место |
| ----- | ------------------ | ---------- | ----- | --------- | ---------- | ----- |
| Сидя  | 15 км классический | Ма Ю Чоль  | LW12  | 1:04:57.2 | +23:20.3   | 26    |
| Сидя  | 15 км классический | Ким Ён Хун | LW12  | 1:12:49.9 | +31:12.9   | 27    |